# 劉方 (香港)
劉方，香港政治人物，前港大學生會會長，於2020年1月和民主思路姚潔凝及激進建制派組織香港政研會成員林勁放等人合組組織民眾聯席。

## 早年生涯及家庭
劉方為已故前政協委員劉迺強之子，劉早年就讀皇仁書院，及後就讀香港大學

## 港大學生會會長時期
於2005-2006年期間，劉擔任港大學生會會長，被部分反共媒體視為瓦解反共勢力的工作。不過，劉於接受中文大學大學線專訪的時候，表示父親沒有向自己灌輸很多親中的意識，也不會介入學生會的問題，愛國心未受到父親影響。
劉擔任港大學生會會長期間，曾有四名港大學生會前幹事向劉方擔任會長的內閣聯署，炮轟學聯變質，包括受外界干預作出決定、失去自主性、帳目和投票機制混亂等，要求退出學聯。

## 香港社區網絡時期
離任港大學生會之後，劉方於2010年把在港大結織的同路人帶到香港社區網絡，而其父劉迺強本身亦曾為香港社區網絡執委會主席。

## 民眾聯席時期
於2020年1月，劉和民主思路姚潔凝及激進建制派組織香港政研會成員林勁放等人合組組織民眾聯席，希望重塑獅子山下精神，希望香港能夠從香港逃犯條例爭議恢復秩序，阻止極端思想入侵校園。

## 資料來源
1. 1 2  Https://Www.post852.com, 852郵報. . 852郵報. 2015-02-07  [2020-02-06]. （原始内容存档于2020-02-06） （中文（香港））.
2. 1 2  . 東方日報.   [2020-02-06]. （原始内容存档于2020-02-06） （中文（香港））.
3. 1 2  . 灼見名家. 2018-11-24  [2020-02-06]. （原始内容存档于2020-09-26） （美国英语）.
4. ↑  李偉欣. . 香港01. 2018-12-15  [2020-02-06]. （原始内容存档于2020-02-06） （中文（香港））.
5. ↑  . 大紀元 www.epochtimes.com. 2007-07-06  [2020-02-06]. （原始内容存档于2020-02-06） （中文（臺灣））.
6. ↑  . ubeat.com.cuhk.edu.hk.   [2020-02-06]. （原始内容存档于2020-02-06）.
7. ↑  . 立場新聞 Stand News.   [2020-02-06]. （原始内容存档于2019-08-17） （英语）.
8. ↑  . paper.wenweipo.com.   [2020-02-06]. （原始内容存档于2020-02-06）.